# Geschichte der Stadt Reinbek
Die Geschichte der Stadt Reinbek umfasst die Entwicklungen auf dem heutigen Gebiet der Stadt Reinbek von der ersten Besiedlung bis zur Gegenwart. Sie lässt sich grob in vier Zeitabschnitte untergliedern. Der erste Abschnitt reicht von der vorgeschichtlichen Zeit bis zum frühen 13. Jahrhundert. Der zweite definiert sich durch den Sitz des Klosters (ab etwa 1226 bis 1534) und der dritte durch das Schloss als Amtssitz (1572–1867). Der letzte Abschnitt (ab 1846) ist die Zeit Reinbeks als Vorort Hamburgs und reicht bis zur Gegenwart.

## Das Reinbeker Gebiet bis zum 13. Jahrhundert
In der Gegend des heutigen Stadtgebietes siedelten sich schon vor mehreren Jahrtausenden Menschen an. Dies belegen Funde von steinzeitlichen Werkzeugen und zahlreiche bis heute erhaltene Hügelgräber. Das Gebiet bestand lange aus verstreuten Siedlungen, die sich nach und nach zu kleineren Dörfern entwickelten.
Mit der Eroberung der nordelbischen Gebiete durch Karl den Großen (um 800) wurde das Gebiet Teil des Fränkischen Reiches. Mit dem Vertrag von Verdun (843) fiel das Gebiet dem Ostfrankenreich bzw. dem späteren Heiligen Römischen Reich (ab 962) zu (Näheres zur Gebietsgeschichte unter Kreis Stormarn).

## Das Kloster Reinbek (1226–1534)
Die ersten urkundlichen Erwähnungen der (namentlich noch heute bestehenden) Ortsteile Schönningstedt (1224), Ohe und Hinschendorf (1238) gehen auf Landschenkungen an eine Kapelle in Hoibek (heute im Ortsteil Sachsenwaldau) zurück. Wie 1226 durch den Erzbischof von Bremen bestätigt wurde, ging aus jener Kapelle das Kloster Reinbek hervor. Die Schenkung von 1238 umfasste auch eine Kornwassermühle an dem nach dieser benannten Mühlenteich. Der Sitz des Klosters wurde 1240 zunächst ins Dorf Köthel an den oberen Lauf der Bille verlegt. Im Zuge der Schenkung des übrigen Hinschendorfs (1251) beschloss man jedoch, direkt am Mühlenteich neue Klostergebäude zu errichten. Das neue Kloster, geweiht der Maria Magdalena, lag nun in der Gemarkung Hinschendorfs, jedoch wurde der Name trotz der Ortsverlegung beibehalten. In dem Kloster lebten zeitweise mehr als 60 Nonnen nach den Regeln des Zisterzienserordens.
Etwa dreihundert Jahre nach seiner Gründung wurde das Kloster Reinbek im Zuge der Reformation – als eines der ersten im Lande – aufgelöst und am 7. April 1529 an König Friedrich I. von Dänemark für den Preis von 12.000 Mark veräußert. Das ehemalige Kloster war nun der südlichste Grenzort des dänischen Königreiches. Die Bille markierte damals die Grenze zum Herzogtum Sachsen-Lauenburg. Die Geschichte des Klosters endet mit seiner Zerstörung am 15. Mai 1534 bei Kriegshandlungen zwischen Lübeck und Dänemark (siehe Grafenfehde).

## Das Schloss "Reinbeck" als Amtssitz (1572–1867)

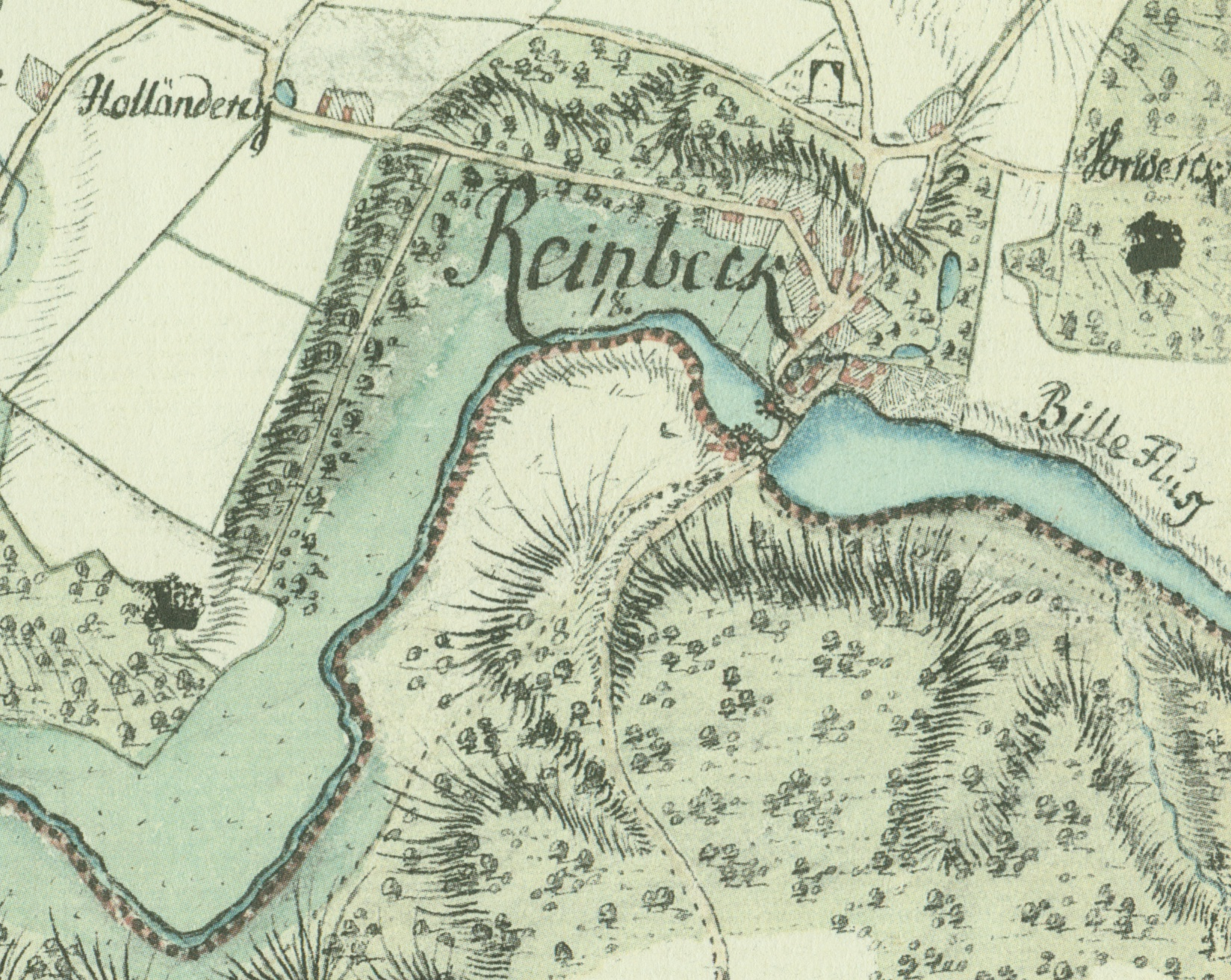
"Reinbeck" auf der Vahrendorfschen Karte, aufgenommen von 1789 bis 1796

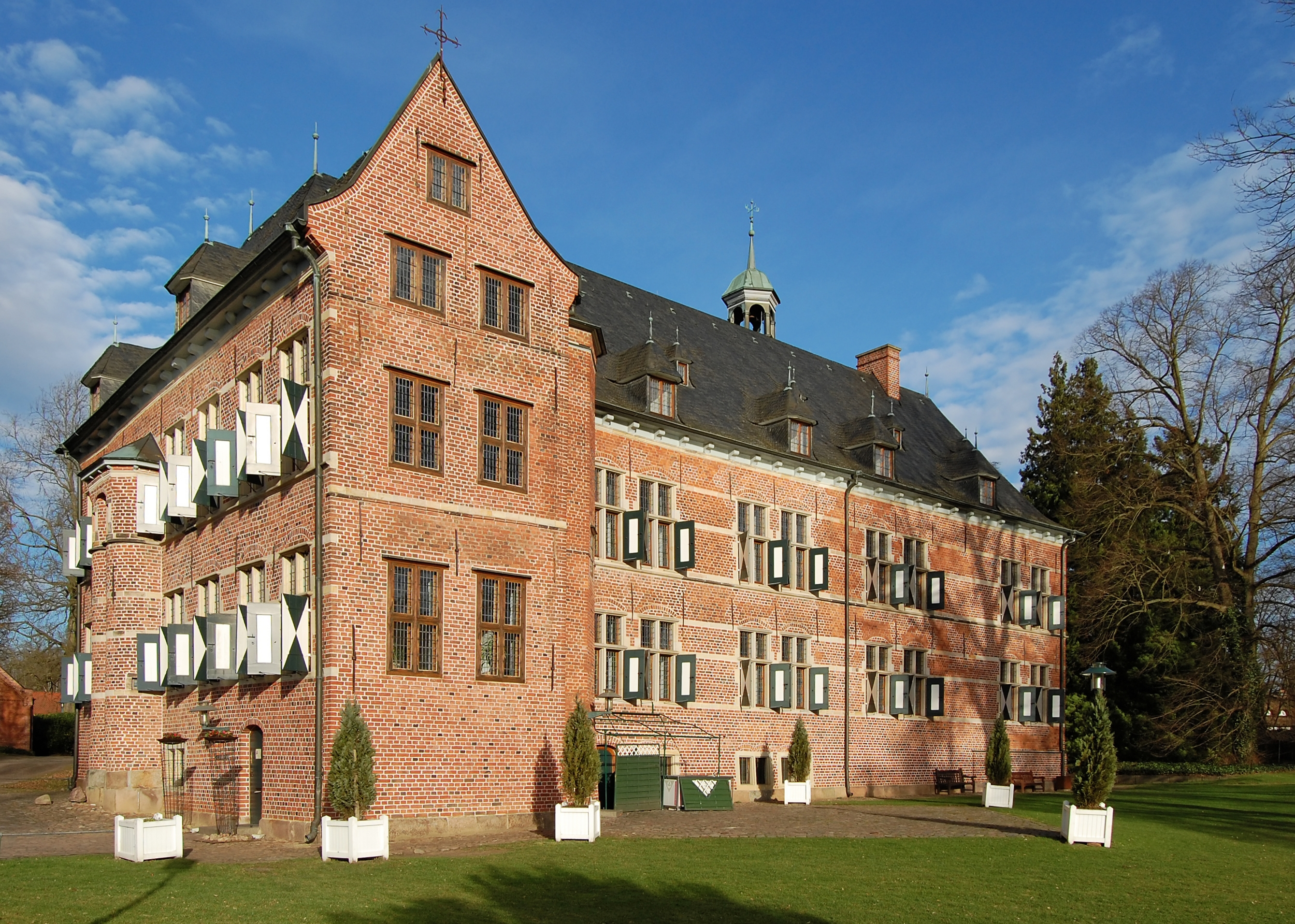
Das Reinbeker Schloss

Knapp vier Jahrzehnte später – um 1572 – beschloss Herzog Adolf I. von Schleswig-Holstein-Gottorf, der Erbe des Klosterbesitzes, auf dem einstigen Gelände ein Schloss zu erbauen (siehe auch Schloss Reinbek). Der dreiflügelige Bau im Renaissance-Stil war allerdings mehr zur Repräsentation und weniger für den Aufenthalt der Landesherren bestimmt. Das Schloss fand zeitweise als Verwaltungs- und Gerichtssitz sowie als Wohnsitz für die Amtmänner Verwendung. 1599 beschloss Amtmann Vahrendorf die Niederlegung der fünfzehn Anwesen Hinschendorfs und die Umsiedlung der Einwohner in benachbarte Dörfer. Im Ort blieben lediglich die Amtsverwaltung mit landwirtschaftlichem Vorwerk, die Kornwassermühle, eine Bäckerei, eine Brauerei und einige Wohnungen für das Personal. Außerhalb des Schlossareals lagen zur Jahrhundertwende nur noch ein Krughaus und eine Schmiede.
Die Entwicklung des Ortes nahm im Jahr 1772 einen neuen Anlauf, als aus den Vorwerksländereien einige Bauernstellen und am heutigen Täbyplatz das Gut Hinschendorf entstanden und sich neue Arbeitskräfte und Handwerker ansiedelten. In dieser Zeit wechselten auch die Hausherren: 1773 wurde der Herzog von Schleswig-Holstein-Gottorf vom König von Dänemark abgelöst, der gleichzeitig auch Herzog von Schleswig und Holstein war. Das Amt Reinbek war nun dänisch.
1867, als Schleswig-Holstein infolge des Deutsch-Dänischen Krieges (1864) an Preußen gefallen war und in der Region Landkreise eingeführt wurden, entfiel das Amt Reinbek. Für einige Jahre hatte der erste Landrat des Kreises Stormarn (Wilhelm von Levetzau) seinen Sitz im Reinbeker Schloss, bis dieser 1873 nach Wandsbek verlegt wurde. Das Gebäude wurde danach veräußert und in den folgenden Jahren als Hotel genutzt.

## Reinbek als Vorort Hamburgs (ab 1846)

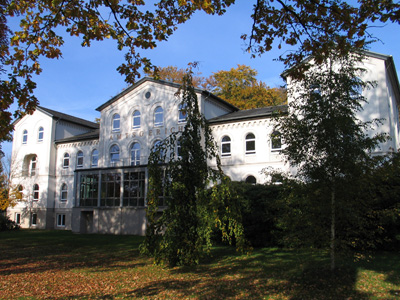
Das Sophienbad in Reinbek (heute Amtsgericht)

Einen wesentlichen Impuls für die Stadtentwicklung gab die 1846 gebaute Eisenbahnstrecke zwischen Hamburg und Berlin, wodurch Reinbek zwischenzeitlich zum Erholungs- und Villenvorort wurde. Bürger aus der nahe gelegenen Hansestadt errichteten Villen in Reinbek oder entdeckten den Flecken, der damals nicht mehr als 300 Einwohner zählte, als Ausflugsort (zeitweise fuhren sonntags sogar Extrazüge). Durch die Kaltwasserheilanstalt Sophienbad war Reinbek vorübergehend auch Kurort. In jener Zeit entstand in einem Haus, welches Adolph Schramm einer katholischen Wohltätigkeitsanstalt schenkte, ein Erholungs- und Pflegeheim, aus dem das Krankenhaus St. Adolf-Stift erwuchs.
Obwohl einst Sitz eines Klosters, hatte Reinbek keine eigene Kirche, sondern gehörte lange Zeit zum Kirchspiel Steinbek. Erst 1894 wurde es eine eigenständige evangelisch-lutherische Kirchengemeinde, und erst 1901 wurde mit der neugotischen Maria-Magdalenen-Kirche das erste Gotteshaus erbaut. Die katholische Gemeinde wurde 1908 gründet.
Zum Ende des Zweiten Weltkrieges wurde Deutschland schrittweise besetzt. Am 3. Mai 1945 besetzten britischen Truppen auch Reinbek, das benachbarte Glinde sowie den letzten Teil des noch unbesetzten Stormarns. Des Weiteren begann am Nachmittag des Tages auch die Besetzung Hamburgs, die zuvor in der Villa Möllering bei Lüneburg vereinbart worden war. Einen Tag später unterschrieb zudem Hans-Georg von Friedeburg im Auftrag des letzten Reichspräsidenten Karl Dönitz, der sich zuvor mit der letzten Reichsregierung nach Flensburg-Mürwik abgesetzt hatte, die Kapitulation aller deutschen Truppen in Nordwestdeutschland, den Niederlanden und Dänemark. Die Bedingungslose Kapitulation der Wehrmacht folgte am 8. Mai 1945. Zum Kriegsende erhöhte sich die Bevölkerung durch ausgebombte Hamburger Bürger sowie eingetroffene Flüchtlinge. Die katholische Gemeinde wuchs nach 1945 erheblich und erbaute 1953 die Herz-Jesu-Kirche.
1952 erhielt Reinbek, das durch die Nähe zur Großstadt immer weiter gewachsen war, Stadtrecht. Für die jüngste Entwicklung gab das Industriegebiet Reinbek-Schönningstedt-Glinde bedeutenden Anschub. Bei der Gebietsreform, die am 1. Januar 1974 in Kraft trat, wurde die Gemeinde Schönningstedt mit ihren Ortsteilen Neuschönningstedt und Ohe sowie Teile von Stemwarde und Glinde der Stadt Reinbek zugeschlagen. Gegenwärtig zählt Reinbek circa 26.000 Einwohner (weiteres zur aktuellen Lage siehe Reinbek).

## Belege
1. ↑  Hamburger Abendblatt: Kriegsende. Vor siebzig Jahren kapitulierte die Stadt Ahrensburg, vom: 2. Mai 2015; abgerufen am: 31. Mai 2017
2. ↑  Die Kapitulation auf dem Timeloberg (Memento des Originals vom 21. September 2020 im Internet Archive)  Info: Der Archivlink wurde automatisch eingesetzt und noch nicht geprüft. Bitte prüfe Original- und Archivlink gemäß Anleitung und entferne dann diesen Hinweis. (PDF, 16. S.; 455 kB)
3. ↑  Statistisches Bundesamt (Hrsg.): Historisches Gemeindeverzeichnis für die Bundesrepublik Deutschland. Namens-, Grenz- und Schlüsselnummernänderungen bei Gemeinden, Kreisen und Regierungsbezirken vom 27. 5. 1970 bis 31. 12. 1982. W. Kohlhammer GmbH, Stuttgart und Mainz 1983, ISBN 3-17-003263-1, S. 186.